# Корнилий Комельский
Корнилий Комельский (1457 — 19 мая 1537) — основатель Комельского монастыря, канонизирован Русской церковью в лике преподобного, память совершается 19 мая (1 июня). Основным источником о деятельности преподобного Корнилия является его житие, написанное в 1589 году его учеником Нафанаилом.

## Жизнеописание
Корнилий (мирское имя неизвестно) родился в 1457 году в знатной боярской семьи Крюковых, жившей в Ростове. Дядя Корнилия, дьяк Лукиан, служил при дворе супруги великого князя московского Василия Тёмного и помог Корнилию занять должность дьяка при великокняжеском дворе. Влияние дяди на Корнилия было столь велико, что когда Лукиан решил принять постриг в Кирилло-Белозерском монастыре, то племянник последовал за ним.
На момент пострига Корнилию было 20 лет и основным его послушанием в монастыре было переписывание книг. О нахождении в Кирилло-Белозерском монастыре книг, переписанных Корнилием, в конце XVI века сообщает автор его жития: «…книги его в Кириллове и ныне…». В 27 лет Корнилий на некоторое время покинул монастырь и вернулся в него со своим братом Акинфием, принявшим постриг с именем Анфим. Позже Корнилий окончательно ушёл из Кирилло-Белозерского монастыря и начал странствовать по другим обителям. В Новгороде он привлёк внимание архиепископа Геннадия, который, видя его образованность, хотел рукоположить его в священники, но Корнилий отказался (его рукоположение состоялось в 1501 году, хиротонию совершал митрополит Московский Симон).

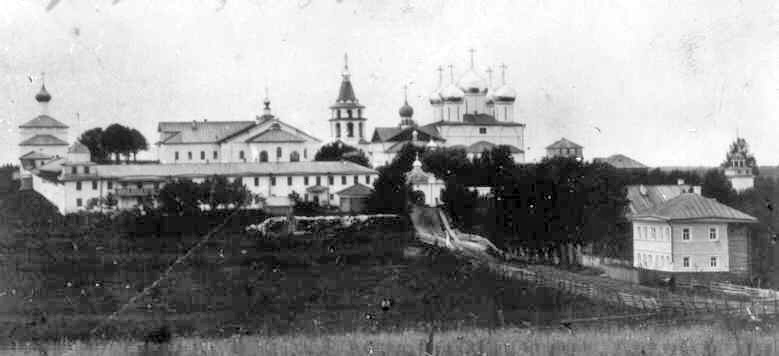
Корнилиево-Комельский монастырь, основанный преподобным Корнилием

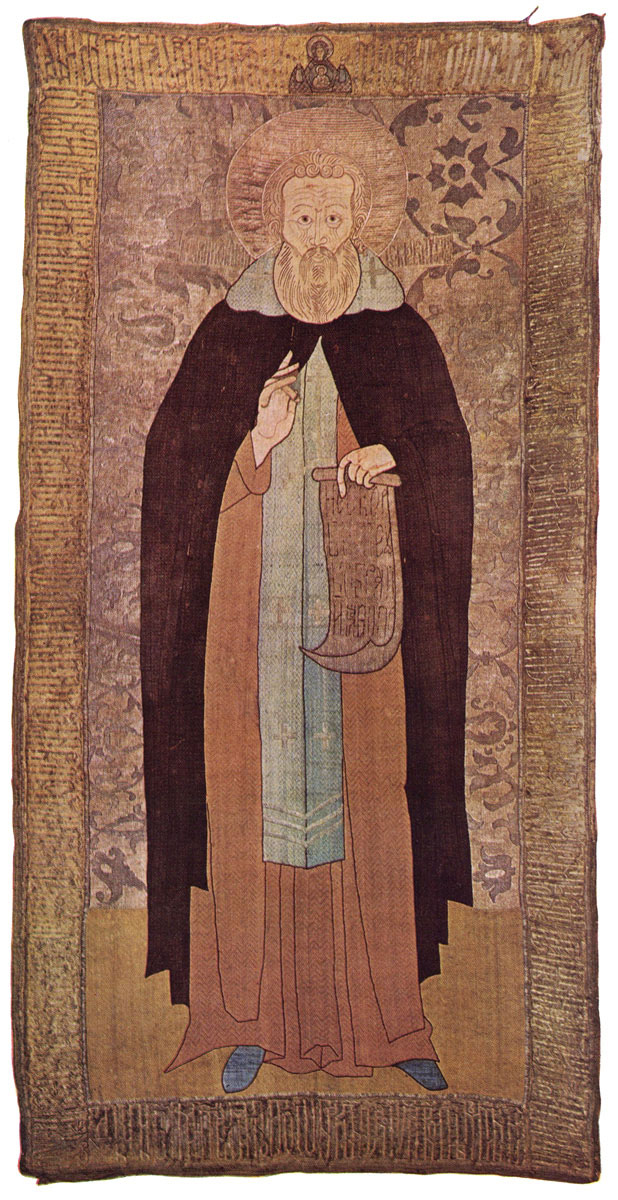
Покров с изображением Корнилия Комельского. XVII в.

Уйдя из Новгорода, Корнилий поселился в пу́стыни в его окрестностях, а потом перешёл в Тверь. В 1497 году преподобный Корнилий поселился в Комельском лесу, неподалёку от Вологды, где постепенно создал из небольшой «пустыньки» свой монастырь. В 1501 году он построил первый деревянный храм в честь Введения во храм Пресвятой Богородицы, а в 1515 году, когда число насельников возросло, был построен каменный храм. В том же году Корнилий начал писать для братии монастырский устав, ставший третьим русским уставом для монашествующих. В Комельском монастыре Корнилием были организованы книгописная и иконописная мастерские. Преподобный сам занимался переписыванием книг: в описи Комельского монастыря от 1630 года значатся: «Псалтырь следованая преподобнаго Корнилия письма», «Служебник чудотворца Корнилиева письма» и «Предание чудотворца Корнилия».
Благотворительности и милостыни в Корнилиевом Введенском монастыре придавали большое значение. Здесь всегда были готовы подать помощь приходящим не только словом, но оказать и материальную поддержку бедным и убогим. Странноприимный дом, построенный за монастырской оградой, никогда не пустовал. В годы голода, как и многие другие обители, монастырь становился единственной надеждой на спасение от голодной смерти. У его стен родители оставляли детей, которых уже не в состоянии были кормить.
Из-за конфликта с великим князем Василием III (причина конфликта неизвестна) Корнилий около 1529 года удалился из монастыря на Сурское озеро вместе со своим учеником Геннадием. Неоднократно Василий III требовал, чтобы Корнилий вернулся в основанный им монастырь (великий князь в 1530 году даже отказал Корнилию в разрешении освятить построенный им в Сурской пустыни храм). Некоторое время Корнилий провёл в затворе в Троице-Сергиевой лавре, но потом, после разрешения конфликта с Василием III, вернулся в свой монастырь, где отказался от игуменства и пребывал в затворе. Игуменом монастыря на Сурском озере стал Геннадий.
Во время нападения татар на Вологодскую землю Корнилий вместе с братией удалился в окрестности Кирилло-Белозерского монастыря. Преподобный Корнилий скончался 19 мая 1537 года в основанном им монастыре в возрасте 82 лет.
Прославление Корнилия как общерусского святого состоялось на Церковном соборе 25 января 1600 года, тогда же было утверждено его житие, написанное Нафанаилом, и служба святому. Известны ученики преподобного Корнилия, основавшие после его смерти свои монастыри (например, преподобные Иродион Илоезерский, Зосима Ворбозомский, Филипп Ирапский).

## Устав Корнилия Комельского

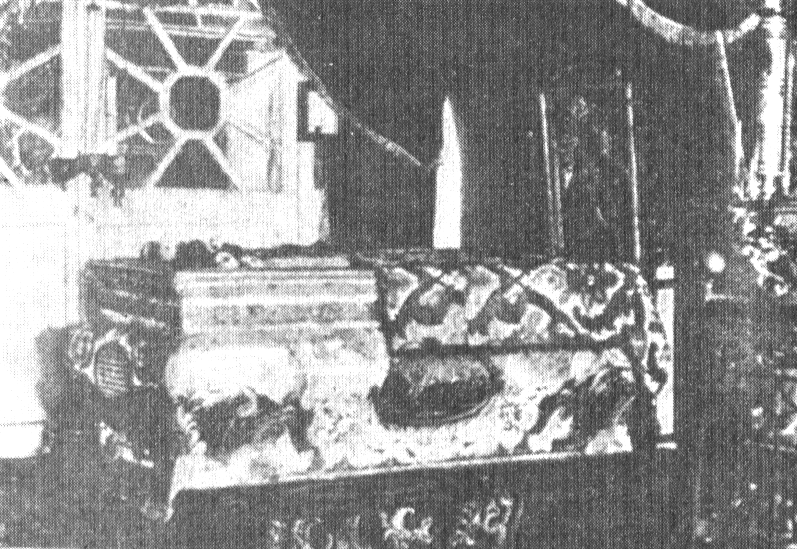
Рака Корнилия Комельского в основанном им монастыре

Устав в рукописных списках имеет название «О жительстве от святых божественных писаний избранна о устроении преданных нам образ от святых отец во спасение душам, и писанием вдан сущим о Христе братиям моим во обители преславныя Богородица, честнаго ея Введения, в нейже жительствуем». Устав, согласно житию Корнилия, был создан между 1515 (постройка Введенской церкви) и 1529 годами (уход в Сурскую пустынь).
Источниками для труда Корнилия стали уже существовавшие к тому времени русские монастырские уставы: скитский Нила Сорского и общежительный Иосифа Волоцкого. Из Устава Нила Сорского Корнилий заимствовал пространное введение, дополненное его рассуждениями об ответственности настоятеля за судьбы иноков, а также об основных принципах монашеской жизни по Василию Великому. Конкретные указания о правилах общежительного монашества заимствованы из пространной редакции Устава Иосифа Волоцкого.
Доминирующим положением, многократно повторяющимся в Уставе, является требование абсолютного нестяжания для иноков и полной общности монастырского имущества. Эти требования носят ещё более аскетический характер, чем в Уставе Иосифа Волоцкого.

## Ученики преподобного Корнилия
- Преподобный Кирилл Новоезерский — основатель Кирилло-Новоезерского монастыря
- Преподобный Геннадий Костромской и Любимоградский — основатель Спасо-Геннадиева монастыря
- Преподобный Иродион Илоезерский — основатель Илоезерской Богородицерождественской пустыни
- Преподобный Зосима Ворбозомский — основатель Ворбозомской Благовещенской пустыни
- Преподобный Филипп Ирапский — основатель Филиппо-Ирапской Красноборской Троицкой пустыни
- Преподобный Симон Сойгинский — основатель Спасо-Преображенского Сойгинского монастыря
- Преподобный Лаврентий Комельский — третий игумен Корнилиева Комельского монастыря.
- Инок Нафанаил.